# Leonardo I de Tassis
Leonardo I de Tassis o Leonardo de Taxis (1522 – Bruxelles, 5 maggio 1612) fu dalla morte del fratello Francesco II de Tassis, nel dicembre del 1543, maestro generale di posta del Sacro Romano Impero.
Nel 1546 sposò in prime nozze Margaretha Damant, e alla morte di questa, nel 1556 Louise Boisot de Rouha. L'imperatore Rodolfo II, il 16 gennaio 1608, gli conferì il titolo di barone del Sacro Romano Impero.

## Biografia
Assieme al fratello, Leonardo I servì sotto l'imperatore Carlo V e dal 31 dicembre 1543 divenne maestro generale delle poste del Sacro Romano Impero, ricercando in questo una proficua alleanza con il parente Serafino I de Tassis, già al servizio della casata imperiale austriaca.
L'8 maggio 1545 per ordine di Carlo V si recò nei Paesi Bassi per fondare una sede a Anversa, dove venne nello specifico realizzata una notevole stazione di rifornimento per i corrieri dei Paesi Bassi e avvalendosi sul posto del maestro di posta Antonio de Tassis come rappresentante del titolare Leonardo I.
Nel 1546 Leonardo I divenne anche maestro di posta a Rheinhausen e ad Augusta, come eredità da Serafino I.
Nel gennaio del 1551 Leonardo ricevette l'incarico di riordinare il servizio postale olandese, realizzando nello specifico una nuova via di comunicazione a scorrimento veloce tra Augusta ed Anversa. Si occupò anche attivamente del servizio nelle Fiandre.
All'abdicazione di Carlo V il 26 ottobre 1555, suo successore al trono spagnolo fu il figlio Filippo il quale inviò Leonardo a Bruxelles. Il 15 febbraio 1556 Leonardo divenne ufficialmente maestro delle poste dei Paesi Bassi spagnoli.
Il 21 agosto 1563 l'imperatore Ferdinando I lo nominò ufficialmente maestro generale delle poste dell'impero e nelle terre austriache.
Fu per suo merito che dal 1563 Cristoforo de Tassis divenne maestro di posta degli Asburgo. Sempre dal 1563, inoltre, Serafino II de Tassis, divenne maestro di posta dei Paesi Bassi spagnoli. Le cariche divennero ereditarie anche per influsso di Massimiliano II e Innocenzo de Tassis divenne maestro di posta, succedendo a Serafino II.
Leonardo I morì il 5 maggio 1612 all'età di 90 anni e venne sepolto nella chiesa di Notre-Dame du Sablon.

## Curiosità
Secondo alcune cronache, Leonardo avrebbe addirittura raggiunto i 100 anni di età, un limite del tutto ragguardevole visti i tempi in cui viveva, fortemente funestati da guerre e pestilenze.

## Discendenza
- Cristina (m. 1620), sposò il 15 febbraio 1571 Jan von der Noot († 1611)
- Lamoral (1557–1624)
- Valeria (1573–1643), sposò il 12 gennaio 1588 Agostino de Herrera, Governatore spagnolo di Gent († 1612) ed alla morte di questi si fece monaca
- Margherita, sposò il 5 febbraio 1596 Diego Rodriguez de Olivarez, Governatore di Nieuwpoort